# ベンセス・カサレス
ベンセスラオ・カサレス、別称ベンセス・カサレス （1974年2月26日-）は、アルゼンチン出身のテクノロジー起業家、および慈善活動家で、テクノロジーや金融ベンチャーに特化したグローバル・ビジネスの経験を有している。 カサレスは、ビットコインウォレットプロバイダー XapoのCEOを務めており、Internet Argentina、Wanako Games、Patagon、Lemon WalletおよびBanco Lemonを創設した。また、PaypalやCoin Centerの取締役や、KivaやViva Trustの役員も務めている。
カセレスは、ビットコインの支持者で、インターネットよりも大きくなると確信している。アレン＆カンパニー・カンファレンス（サンバレーで開催）で頻繁に講演するカサレスは、ビットコインは100万ドル（米ドル）を突破すると予測した。

## 若齢期
カサレスは、4人兄弟の長男で、家族はアルゼンチン、 パタゴニアで羊牧場を経営している。高校では、カサレスはロータリークラブによるペンシルベニア州ワシントンへの交換留学の奨学金を取得した。カセレスは、USA Todayのインタビューで、この奨学金制度により「人生が変わった」と思い返した。また、アメリカ人について、「なんでもできるという姿勢がある」とも述べた。 ブエノスアイレスに戻り、サン・アンドレス大学でビジネス管理を3年間勉強したが、1994年、アルゼンチン初のインターネットサービスプロバイダーであるInternet Argentina S.A.を開始するために退学した。
1997年には、この会社を辞め、アルゼンチンのオンライン仲介会社Patagonを創設した。Patagonは、ラテンアメリカ有数の総合インターネット金融サービスポータルとして確立し、オンラインバンキングサービスをアメリカ、スペイン、ドイツにまで拡大した。Patagon はスペインの銀行サンタンデール銀行に7億5000万ドルで買収され、世界に対応するサンタンデールオンラインになった。Patagon の投資家にはジョージ・ソロス、インテル、マイクロソフト、 JP モルガン・チェース、起業家フレッド・ウィルソンが含まれる。フレッド・ウィルソンは、テッククランチのジャーナリスト、サラ・レーシーに対して「カサレスはサポートした起業家の中で1番だ」と伝えた。カサレスは後に、ハーバード大学でOPM (Owner/President Management)プログラムを修了した。

## キャリア
2002年、カサレスは、本社をニューヨークに置くWanako Games（後に Behaviour Santiago）というビデオゲーム開発を行う企業を創設した。Wanako Gamesは2007年にActivisionに買収された。
また、2002年にカサレスはパートナーと共に、ブラジルの銀行口座を所有しない人向けのリテールバンク、Banco Lemonを創設した。ブラジル最大の銀行ブラジル銀行が2009年6月にBanco Lemonを買収した。カサレスは、デジタルウォレットプラットフォームLemon Walletの創設者・CEOである。2013年、アメリカの企業LifeLock が約4300万ドル（米ドル）でLemonを買収した。

### Xapo
カサレスは、カリフォルニア州パロアルトを拠点とするビットコインウォレットのスタートアップ企業XapoのCEOを務めている。Xapo は、世界最大のビットコイン保管機関であると言われており、旧スイス軍銀行など、5大陸の地下金庫に100億ドル相当の暗号通貨を保有しているとされている。また、Xapo は、シリコンバレーの主要ベンチャーキャピタル企業から4000万ドルを調達した。Quartzで、カサレスはビル・ゲイツ、リード・ギャレット・ホフマンなどシリコンバレーのテクノロジー業界で経験豊かな著名人に、ビットコインに投資するように説得した起業家であると報じられている。

## 慈善活動
2011年、カサレスはカルティエ ウーマンズ イニシアチブ アワード（CWIA）の審査員も務めた。また、カサレスは、 Aspen InstituteのAspen Global Leadership Network の2017年度Henry Crown Fellowsのメンバーでもある。また、世界経済フォーラムの2011年度 “ヤング・グローバル・リーダーズ” クラスにメンバーとして選ばれ、定期的にスイスの ダボスで行われる 世界経済フォーラム年次会議に出席している。さらに ヤング・プレジデンツ・オーガニゼーションのメンバーでもある。2010年、カサレスはパブロ・ボッシュと提携して、チリ サンティアゴでカサレスが所有するソーシャル・キャピタルおよびイノベーション施設「Las Majadas de Pirque」を創設した。

## 私生活
カサレスは、妻と子ども3人とカリフォルニア州パロアルト在住である。2004年から2007年、カサレスと家族は、シンパティカ、カタマラン「シンパティカ号」で世界一周旅行に出かけた。

## 参照
1. 1 2 3  “The Wealthy Are Hoarding $10 Billion of Bitcoin in Bunkers” (英語). Bloomberg.com 2018年5月9日閲覧。
2. 1 2  “The Difference between $1 Billion-Plus in Exits and 'Success'”.   Techcrunch. 2018年10月29日閲覧。
3. 1 2 3  “Wences Casares”.   Cartier Women's Initiative. 2018年10月29日閲覧。
4. ↑  “PayPal's Wences Casares: 'I Can Imagine A World In Which Bitcoin Becomes A Global Standard Of Value'”.   Forbes. 2018年10月29日閲覧。
5. ↑  Willis, Amy (2015年7月20日). “Wences Casares on Bitcoin and Xapo”. Econtalk.org. 2016年12月28日閲覧。
6. ↑  “Crypto Bulls, Bloomberg Kick Off Sun Valley”.   The Information. 2018年10月30日閲覧。
7. ↑  “Wences Casares: Reluctant serial entrepreneur”.   USA Today. 2018年10月29日閲覧。
8. ↑  “An Argentine Serial Entrepreneur's $750 Million "Mistake"”. Inc.com. (2011年12月14日) 2018年5月9日閲覧。
9. ↑  “Chilean startup focuses on games for social good” (英語). VentureBeat. (2009年11月18日) 2018年5月9日閲覧。
10. ↑  “Vivendi Acquires Wanako Games”.   Gamasutra (2007年2月20日). 2016年12月28日閲覧。
11. ↑  “Behaviour closes Santiago studio” (英語). GamesIndustry.biz 2018年5月9日閲覧。
12. ↑  “Banco do Brasil Acquires Banco Lemon Correspondent Branch Network”.   Business Wire (2009年7月16日). 2016年12月28日閲覧。
13. ↑  “Lemon sold to LifeLock for $42.6 million”. Bizjournals.com. 2016年12月28日閲覧。
14. ↑  “The legal battle between LifeLock and Xapo just got more intense” (英語). Fortune 2018年5月9日閲覧。
15. ↑  Swisher, Kara (2014年3月13日). “Lemon Digital Wallet Founder Wenceslao Casares Gets $20 Million in Funding for Bitcoin Startup Xapo”. Vox.   Recode. 2024年8月6日閲覧。
16. ↑  “How Bitcoin may have more impact than the internet”.   Business Insider (2015年2月11日). 2016年12月28日閲覧。
17. ↑  O'Kane, Sean (2014年8月29日). “Meet the man building the Fort Knox of bitcoin”.   The Verge. 2016年12月28日閲覧。
18. ↑  “Young Global Leaders | World Economic Forum”. Weforum.org. 2016年12月28日閲覧。
19. ↑  Matt Clinch (2015年1月22日). “Bitcoin finds a place among the world's elite”. CNBC. 2024年8月6日閲覧。
20. ↑  “Simpatica Log Book”. Simpaticasail.com (2007年2月26日). 2016年12月28日閲覧。